# Ajmaki Mongolii
Ajmaki Mongolii – jednostki administracyjne Mongolii.
Mongolia jest podzielona na 21 ajmaków (odpowiedniki polskich województw) i 1 miasto wydzielone Ułan Bator (stolica państwa).
Ajmaki dzielą się na somony (odpowiedniki polskich powiatów).

## Lista ajmaków w Mongolii

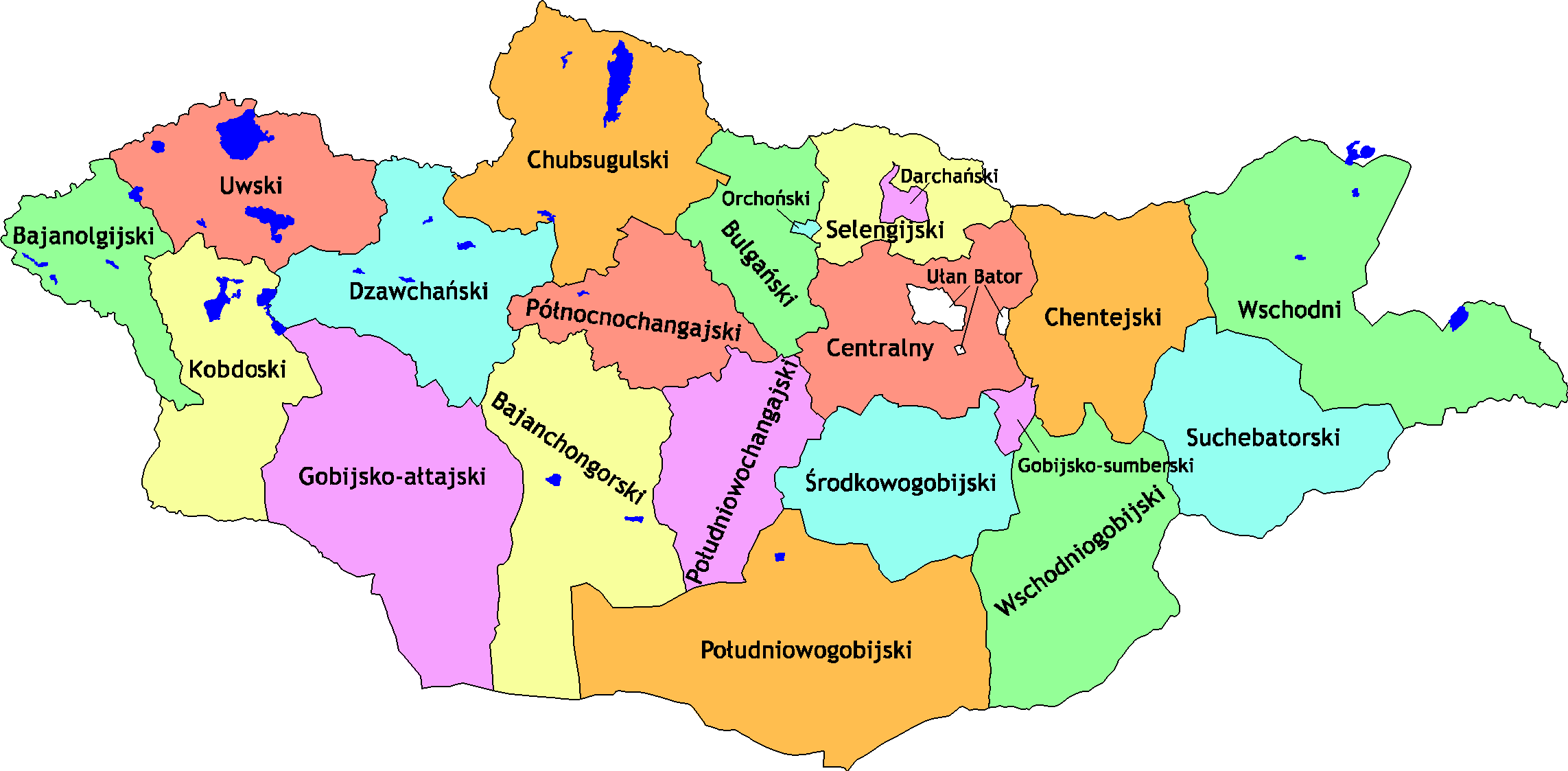
Podział Mongolii na ajmaki

| Nazwa                        | Nazwa mongolska   | Stolica      | Powierzchnia (km²) | Ludność   | Położenie |
| ---------------------------- | ----------------- | ------------ | ------------------ | --------- | --- |
| bajanchongorski              | Баянхонгор аймаг  | Bajanchongor | 115 977,5          | 80 848    | w centrum, graniczy z ajmakami: dzawchańskim, gobijsko-ałtajskim, południowochangajskim, południowogobijskim i północnochangajskim                                            |
| bajanolgijski                | Баян-Өлгий аймаг  | Olgij        | 45 700             | 93 017    | na zachodzie, graniczy z ajmakami: uwskim i kobdoskim |
| bulgański                    | Булган аймаг      | Bulgan       | 48 700             | 58 834    | na północy, graniczy z ajmakami: centralnym, chubsugulskim, orchońskim, południowochangajskim, północnochangajskim i selengijskim                                             |
| centralny                    | Төв аймаг         | Dzuunmod     | 74 045             | 87 210    | w centrum, graniczy z ajmakami: bulgańskim, chentejskim, gobijsko-sumberskim, południowochangajskim, selengijskim, środkowogobijskim oraz miastem wydzielonym Ułan Bator      |
| chentejski                   | Хэнтий аймаг      | Öndörchaan   | 80 311             | 70 179    | na północnym wschodzie, graniczy z ajmakami: centralnym, gobijsko-sumberskim, selengijskim, suchebatorskim, wschodnim, wschodniogobijskim oraz miastem wydzielonym Ułan Bator |
| chubsugulski                 | Хөвсгөл аймаг     | Mörön        | 100 600            | 125 274   | na północy, graniczy z ajmakami: bulgańskim, dzawchańskim i północnochangajskim                                                                                               |
| darchański                   | Дархан-Уул аймаг  | Darchan      | 3280               | 83 271    | na północy, graniczy z ajmakami:em selengijskim |
| dzawchański                  | Завхан аймаг      | Uliastaj     | 82 500             | 89 999    | na północnym zachodzie, graniczy z ajmakami: bajanchongorskim, chubsugulskim, gobijsko-ałtajskim, kobdoskim, północnochangajskim i uwskim                                     |
| gobijsko-ałtajski            | Говь-Алтай аймаг  | Ałtaj        | 141 400            | 63 673    | na południowym zachodzie, graniczy z ajmakami: bajanchongorskim, dzawchańskim i kobdoskim                                                                                     |
| gobijsko-sumberski           | Говь-Сүмбэр аймаг | Czojr        | 5540               | 12 230    | na środowym wschodzie, graniczy z ajmakami: centralnym, chentejskim, suchebatorskim i wschodniogobijskim                                                                      |
| kobdoski                     | Ховд аймаг        | Kobdo        | 76 100             | 86 831    | na zachodzie, graniczy z ajmakami: bajanolgijskim, dzawchańskim, gobijsko-ałtajskim i uwskim                                                                                  |
| orchoński                    | Орхон аймаг       | Erdenet      | 840                | 71 525    | na północy, graniczy z ajmakami: bulgańskim i selengijskim |
| południowochangajski         | Өвөрхангай аймаг  | Arwajcheer   | 62 900             | 111 420   | w centrum, graniczy z ajmakami: bajanchongorskim, bulgańskim, centralnym, południowogobijskim, północnochangajskim i środkowogobijskim                                        |
| południowogobijski           | Өмнөговь аймаг    | Dalandzadgad | 165 400            | 46 858    | na południu, graniczy z ajmakami: bajanchongorskim, południowochangajskim, środkowogobijskim i wschodniogobijskim                                                             |
| północnochangajski           | Архангай аймаг    | Cecerleg     | 55 300             | 97 091    | w centrum, graniczy z ajmakami: bajanchongorskim, bulgańskim, południowochangajskim                                                                                           |
| selengijski                  | Сэлэнгэ аймаг     | Suche Bator  | 41 100             | 99 950    | na północy, graniczy z ajmakami: bulgańskim, centralnym, chentejskim, darchańskim i orchońskim                                                                                |
| suchebatorski                | Сүхбаатар аймаг   | Baruun-Urt   | 82 300             | 56 166    | na wschodzie, graniczy z ajmakami: południowochangajskim, wschodnim i wschodniogobijskim                                                                                      |
| środkowogobijski             | Дундговь аймаг    | Mandalgow'   | 74 700             | 51 517    | w centrum, graniczy z ajmakami: centralnym, gobijsko-sumberskim, południowochangajskim, południowogobijskim, wschodniogobijskim                                               |
| uwski                        | Увс аймаг         | Ulaangom     | 69 600             | 90 037    | na północnym zachodzie, graniczy z ajmakami: bajanolgijskim, dzawchańskim i kobdoskim                                                                                         |
| wschodni                     | Дорнод аймаг      | Czojbalsan   | 123 597            | 74 600    | na wschodzie, graniczy z ajmakami: chentejskim i suchebatorskim |
| wschodniogobijski            | Дорноговь аймаг   | Sajnszand    | 109 500            | 50 575    | na południowym wschodzie, graniczy z ajmakami: chentejskim, gobijsko-sumberskim, południowogobijskim, suchebatorskim i środkowogobijskim                                      |
| Miasto wydzielone Ułan Bator | Улаанбаатар       |              | 4704               | 1 089 358 | na środkowym wschodzie, graniczy z ajmakami: centralnym i chentejskim |